# Brachyplatystoma tigrinum
Brachyplatystoma tigrinum, il pesce gatto tigrato o zebrato, è una specie di pesce gatto della famiglia Pimelodidae, originaria del Brasile, della Colombia e del Perù.

## Descrizione
Questa specie può crescere fino ad una lunghezza di 50 centimetri. Possiede una testa allungata e compressa. Filamenti caudali superiori e inferiori. La livrea lo rende simile alla specie B. juruense, ma B. tigrinum possiede strisce continue anziché divise, e la mascella è più lunga. Il corpo è di colore base da giallo a quasi bianco rispetto con strisce nere.

## Distribuzione
Il pesce gatto tigrato è presente nel bacino dell'Amazzonia superiore, Cachoeira do Teotônio, Brasile nord-occidentale, nonché dai bacini di Caquetá e Putomayo, in Colombia, e dai bacini idrografici di Ucayali e Marañon, in Perù.

## Ecologia
Questo pesce vive in acque limpide con un'alta percentuale di solidi disciolti, bassa trasparenza, e alto ossigeno disciolto.
È interamente piscivoro.